# 合同异
先秦名家思想的兩大流派之一，與之對立的思想是離堅白。
合同异是中国东周战国时期名家的一派学说，以惠施为代表，认为“天与地卑，山与泽平”，万物“毕异”本为“毕同”，并无区别。